# Brongniartia mollicula
Brongniartia mollicula là một loài thực vật có hoa trong họ Đậu. Loài này được Brandegee miêu tả khoa học đầu tiên.